# No Russian
"No Russian" is een controversiële missie in het videospel Call of Duty: Modern Warfare 2. De speler volgt de undercover CIA-agent Joseph Allen, die een wit voetje moet halen bij de Russische terrorist Vladimir Makarov. De missie kreeg veel kritiek omdat het spelerspersonage deelneemt aan een aanslag op onschuldige burgers.

## Verhaal
Vladimir Makarov is een Russische terrorist die van plan is een false flag aanslag te plegen. Hij besluit om een Moskous vliegveld aan te vallen met een groep militanten. Een van de deelnemers is Joseph Allen, een undercover CIA-agent en soldaat bij de United States Army, die van zijn overste luitenant-generaal Shepherd moet doen alsof hij sympathisant is van Makarovs plannen. Allen kreeg de alias Aleksej Borodin. 
De missie begint met Makarov en een aantal onderdanen die samen in een lift staan op weg naar de vertrekhal van het vliegveld. Voordat de liftdeuren open gaan zegt Makarov tegen zijn kompanen: С нами Бог/S nami bog (God is met ons) en Remember, no russian (Denk eraan, geen Russisch); waarmee hij aan wil geven dat geen van de terroristen Russisch moeten spreken tijdens de aanslag maar enkel Engels. Wanneer de liftdeuren open gaan beginnen Makarovs handlangers te schieten op de burgers die in de aankomsthal aanwezig zijn. Makarov zet in feite een aanslag op Rusland in scène en weet perfect wat hij doet. 
De speler moet met de terroristen meelopen maar is niet verplicht om tevens op burgers te schieten. Na de controverse over de missie werd het mogelijk om de missie volledig over te slaan. Wanneer men Modern Warfare 2 opstart krijgt men een melding dat er een controversiële missie in het spel zit. De speler heeft op dat moment de optie om de missie over te slaan zonder dat dit effect heeft op het voltooien van het spel. De speler wordt niet verplicht om tijdens de missie mee te doen met de terroristen – om de missie te aanschouwen – omdat de dood van Allen pas voorvalt aan het einde van de missie, vanwege het scenario van het spel. Indien de speler niet deelneemt aan de aanslag maar de terroristen gewoon volgt wanneer ze een ravage aanrichten, heeft dit dan ook geen effect op het leven van Allen tijdens de aanslag.  
Nadat Makarov en zijn mannen het vliegveld schietend doorkruisen komen ze bij een ambulance aan die de daders ongezien zal helpen te ontsnappen. Wanneer de speler probeert de ambulance binnen te stappen schiet Makarov hem echter dood. Hij uit de woorden: "De Amerikanen dachten dat ze ons konden misleiden. Wanneer de Russen zijn lichaam vinden zal het hele land schreeuwen om een oorlog". Makarov laat het lichaam van Allen achter en precies zoals hij voorspelde is de reactie van Rusland gewelddadig. De aanslag op het vliegveld zou de schuld zijn van de Amerikanen en een oorlog tussen Rusland en de Verenigde Staten ontvouwt zich. Luitenant-generaal Shepherd stelt een speciale elite-eenheid aan, Task Force 141 genaamd, om verdere aanslagen zoals deze te verijdelen en om Makarov en zijn netwerk op te sporen. 

## Reacties
"No Russian" was destijds controversieel omdat het een aanslag op burgers in scène zet. Nog voor Modern Warfare 2 in de schappen lag reageerden verschillende reviewers negatief op de missie. De missie zorgde er onder andere voor dat het spel aangepast werd in Duitsland, Japan en Rusland. Meerdere recensenten vonden dat de missie aanzette tot terrorisme. De rating en de gameplay werden in sommige landen gewijzigd. 